# La Nuit du chasseur
 (mars 2025).
Si vous disposez d'ouvrages ou d'articles de référence ou si vous connaissez des sites web de qualité traitant du thème abordé ici, merci de compléter l'article en donnant les références utiles à sa vérifiabilité et en les liant à la section « Notes et références ».
En pratique : Quelles sources sont attendues ? Comment ajouter mes sources ?
Pour plus de détails, voir Fiche technique et Distribution.
La Nuit du chasseur (The Night of the Hunter) est un film noir  américain réalisé par Charles Laughton, sorti sur les écrans en 1955. Il est tiré du roman homonyme La Nuit du chasseur (en) de Davis Grubb publié en 1953 et qui s'inspire de Harry Powers, un tueur en série qui a sévi dans la ville où vivait Grubb.
En 1992, le film est sélectionné par le National Film Registry pour être conservé à la Bibliothèque du Congrès aux États-Unis pour son « importance culturelle, historique ou esthétique ».

## Synopsis
Dans les années 1930, en Virginie-Occidentale, le long de l'Ohio un tueur en série quitte le lieu de son dernier crime. Il s'agit de Harry Powell, un prédicateur misogyne féru de couteaux à cran d'arrêt. Il voyage à travers tout le pays, épouse des veuves puis les tue, prétextant la volonté de Dieu.
Arrêté pour vol de voiture, il est condamné à trente jours de prison. Son compagnon de cellule est Ben Harper, un homme désespéré qui, pour sauver sa famille, a commis un hold-up et assassiné deux hommes. Avant son arrestation, Ben a fait promettre à ses deux jeunes enfants, John et Pearl, de garder le secret sur l'endroit où il a caché l'argent, en l'occurrence à l'intérieur de la poupée de Pearl. Powell cherche à faire dire à Harper où se trouvent les 10 000 dollars dérobés, mais celui-ci ne cède pas. Powell, sachant qu'il sera prochainement libéré, pense que les enfants de Harper doivent connaître la cachette. Harper finit par être exécuté par pendaison pour son crime. Le prêcheur se rend chez la veuve de Harper, Willa. Celle-ci ne tarde pas à épouser l'homme d'église, ne voulant pas voir que ce dernier ne désire qu'une chose : faire avouer à ses enfants, John et Pearl, l'emplacement du « magot ».

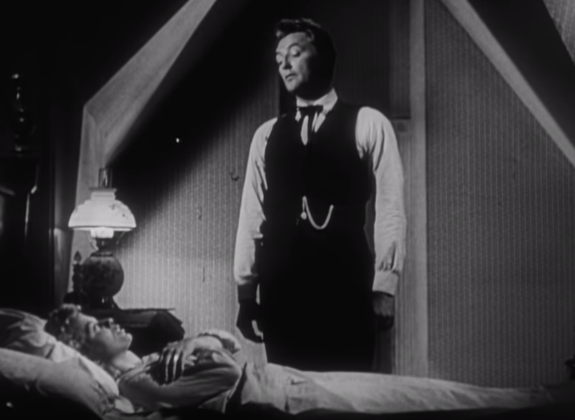
Robert Mitchum est Harry Powell, et Shelley Winters, Willa Harper.

Le jeune John est le seul qui n'a pas confiance en Powell et il nie savoir où se trouve l'argent caché, mais il doit constamment surveiller sa sœur pour qu'elle ne révèle pas le secret. Powell isole Pearl pour la faire parler, mais ils sont surpris par Willa qui comprend que son mari cherche à savoir où est le pactole malgré le fait qu'il l'ait nié auparavant. Cependant, elle continue de penser qu'il l'a épousée pour lui montrer la lumière de Dieu et qu'il va revenir de son égarement passager. Mais Powell ne tarde pas à l'assassiner et  annoncer aux villageois que sa femme a fugué. En réalité, il cache son cadavre au fond de la rivière, attaché à une auto.
Plus à son aise pour s'occuper de John et Pearl, Powell découvre finalement que l'argent est caché dans la poupée de Pearl et il tente de les capturer. Effrayés, les enfants s'enfuient dans une barque sur la rivière. Powell vole un cheval et part à leur poursuite. Les enfants trouvent refuge auprès de Rachel Cooper, une vieille femme d'apparence dure qui s'occupe d'enfants errants. Powell retrouve leurs traces et arrive chez elle en se présentant comme le père des enfants. Mme Cooper le démasque et le fait fuir. Il revient en pleine nuit, obligeant Mme Cooper à veiller la nuit entière, fusil à la main, pour protéger les enfants. Commence alors un étrange face-à-face entre Cooper, placide, qui protège sa petite communauté, et Powell qui semble complètement perdre pied. Elle finit par le localiser, lui tire dessus et le blesse. Il se réfugie dans la grange tout en poussant un cri bestial.
Au matin, Mme Cooper appelle la police, qui arrive et arrête Powell ; entre-temps le corps de Willa a été découvert. Le théâtre de l'arrestation de Powell étant très semblable à celui de l'arrestation de son père, le jeune John « craque », prend la poupée de sa sœur et frappe Powell avec le jouet, qui gît sur le sol, pour lui rendre l'argent dont le secret est trop lourd à porter pour lui.
Powell est jugé, reconnu coupable et condamné pour tous ses crimes, soit près de douze assassinats. La foule, déchaînée, veut lyncher Powell et se dirige vers le poste de police, mais les policiers le font passer par l'arrière, le bourreau professionnel promettant de voir Powell bientôt. Les gens se rabattent alors sur les enfants, les couvant de leur pitié grossière, ce qui oblige Mme Cooper à les emmener loin de là. Enfin, John et Pearl fêtent leur premier Noël ensemble avec Rachel et leur nouvelle famille.

## Fiche technique
- Titre : La Nuit du chasseur
- Titre original : The Night of the Hunter
- Réalisation : Charles Laughton
- Scénario : James Agee et Charles Laughton (non crédité) d'après le roman La Nuit du chasseur (en) de Davis Grubb (1953)
- Musique : Walter Schumann
- Photographie : Stanley Cortez
- Son : Stanford Houghton
- Montage : Robert Golden
- Direction artistique : Hilyard M. Brown
- Publicitaire[pas clair] : Saul Bass (non crédité)
- Production : Paul Gregory (en)
- Société de production : Paul Gregory Productions
- Sociétés de distribution : United Artists  États-Unis, Les Artistes Associés  France
- Budget : 795 000 $ (estimation)
- Pays de production :  États-Unis
- Langue de tournage : anglais
- Format : noir et blanc — 35 mm — 1.66:1 — monophonique (Western Electric Recording)
- Genre : Drame, thriller
- Durée : 93 minutes[1]
- Dates de sortie :
  - États-Unis : 29 septembre 1955
  - France : 11 mai 1956
  - Belgique : 18 mai 1956

## Distribution
- Robert Mitchum (VF : Roger Tréville) : le révérend Harry Powell
- Shelley Winters (VF : Jacqueline Porel) : Willa Harper
- Lillian Gish (VF : Denise Grey) : Rachel Cooper
- Billy Chapin (VF : Christian Fourcade) : John Harper
- Sally Jane Bruce (en) : Pearl Harper
- James Gleason (VF : Jean d'Yd) : « Oncle » Birdie Steptoe
- Evelyn Varden (VF : Cécile Dylma) : Icey Spoon
- Peter Graves (VF : Jean-Claude Michel) : Ben Harper
- Don Beddoe (VF : Paul Faivre) : Walt Spoon
- Gloria Castillo (en) : Ruby

Non crédités :
- Corey Allen : un jeune homme en ville
- Paul Bryar (en) : Bart, le bourreau
- Roy Engel : le shérif
- James Griffith : le procureur
- George D. Wallace

## Production

### Thèmes et contexte
C'est l'unique film réalisé, aux États-Unis, par l'acteur britannique Charles Laughton, monstre sacré de l'écran, avec James Agee comme scénariste. Laughton s'est inspiré du cinéma expressionniste allemand des années 1920. À partir d'une situation construite sur les dichotomies (le bien/le mal, les adultes/les enfants, le jour/la nuit, le studio/l'extérieur, etc.), Laughton réalise une œuvre à part, complexe, inclassable, unique, empruntant aussi bien au genre western qu'au film noir ou au conte cauchemardesque pour enfant, dont le fantastique n'est jamais loin. L'échec commercial du film empêcha Laughton de réaliser d'autres films.
L'affrontement eschatologique entre Rachel Cooper et Harry Powell est celui du bien exercé quotidiennement et sans bruit par une humble croyante, et du mal absolu qui s'est glissé dans la robe du "saint", opposition qui est symbolisée dans la scène où ils chantent ensemble, mais des versions différentes du même chant Leaning on the Everlasting Arms, l'une faisant référence à Jésus (celle chantée par Rachel Cooper) et l'autre non.

### Influence du cinéma expressionniste allemand
L'expressionnisme est manifeste dans les décors de studio et les jeux d'éclairages violents où l'ombre et la lumière s'affrontent comme des forces surnaturelles qui emprisonnent les personnages. Ceux-ci sont agis par des forces qui les dépassent. D'où le jeu très marqué de Mitchum qui parait parfois agité de pulsions incontrôlables (le couteau à cran d'arrêt) mais qui fait preuve d'humour en se mettant parfois en scène de manière grotesque (l'affrontement de la main droite et de la main gauche où le mot LOVE finit par triompher du mot HATE).
La splendeur esthétique du film doit beaucoup au travail de l'opérateur Stanley Cortez qui photographia La Splendeur des Amberson (Orson Welles, 1942), Le Secret derrière la porte (Fritz Lang, 1947) ou Shock Corridor (Samuel Fuller, 1963).

### Choix de la distribution
Star du cinéma muet, notamment dans les films de D. W. Griffith, Lillian Gish trouve ici un de ses rôles parlants les plus marquants. Elle interprète une vieille nourrice de caractère ne vivant qu'entourée des enfants et adolescents qu'elle a recueillis.
Plus tard, Mitchum aurait dit de La Nuit du chasseur que c'était, parmi les films dans lesquels il a joué, son favori.
Charles Laughton proposa d'abord le rôle du révérend Powell à Gary Cooper, qui le refusa par crainte qu'il put être préjudiciable à sa carrière. John Carradine et Laurence Olivier étaient intéressés. Mitchum, quant à lui, fut auditionné pour le rôle.
L'ancienne pin-up Betty Grable refusa le rôle de Willa Harper.
Jane Darwell, Ethel Barrymore, Helen Hayes, Agnes Moorehead, Louise Fazenda et Elsa Lanchester avaient été envisagées pour le rôle de Rachel Cooper.

## Accueil critique
La Nuit du chasseur n'est pas un succès commercial en termes d'audience et de critiques lors de sa sortie. Le mauvais accueil du film par le public empêche Charles Laughton de réaliser un autre film par la suite. Néanmoins, avec les années, le film réussit à acquérir un statut de film culte, notamment grâce à la prestation de Robert Mitchum.
Les critiques ont classé La Nuit du chasseur parmi les plus grands films de tous les temps : 71e dans la liste des 500 Greatest Films of All Time du magazine Empire.
Ce film fait partie de la liste du BFI des 50 films à voir avant d'avoir 14 ans établie en 2005 par le British Film Institute, intégrant même le top 10 de cette liste.
En 2008, le film se place au deuxième rang de la liste des 100 films pour une cinémathèque idéale, créée à l'initiative de Claude-Jean Philippe pour les Cahiers du cinéma.

## Autour du film
- Robert Mitchum était ouvertement méprisant avec Shelley Winters sur le tournage. Il voulait que Laughton utilise le corps de l'actrice pour la scène où l'on retrouve la voiture dans le lac.
- En octobre 2009, Pierre Fablet sort The Night of the Hunter Project, un CD dans lequel il réinterprète la musique du film.
- Marguerite Duras fait référence au film dans son livre L'Amant où elle compare son frère aîné au chasseur[réf. nécessaire].
- Sophie Marceau dans le rôle de Valentine dans L'Étudiante fait référence au film.

## Remake
- En 1991, un remake sous forme de téléfilm, Le Missionnaire du mal, est tourné aux États-Unis par le réalisateur David Greene, avec Richard Chamberlain dans le rôle principal.
- Le film Brimstone (2016) s'en inspire librement[réf. nécessaire].